# Rajd Polski 1923

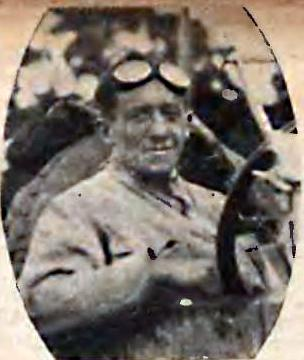
Zwycięzca rajdu - Henryk Liefeldt

Rajd Polski 1923 (a właściwie Międzynarodowy Rejd Samochodowy) odbył się w terminie 15–22 czerwca 1923 roku. Komandorem rajdu był Tadeusz Heyne. W rajdzie uczestniczyło 16 załóg w tym trzy zagraniczne. Trasa rajdu: Warszawa – Łowicz – Łódź – Wieluń – Częstochowa – Lubliniec – Katowice – Cieszyn – Żywiec – Andrychów – Myślenice – Nowy Targ – Zakopane – Morskie Oko – Zakopane – Nowy Targ – Nowy Sącz – Gorlice – Jasło – Krosno – Sanok – Chyrów – Sambor
– Drohobycz – Stryj – Nadwórna – Łanczyn – Tatarów – Łanczyn – Kołomyja – Horodenki – Czortków – Trambowla – Tarnopol – Złoczów – Lwów – Żółkiew – Rawa Ruska – Bełżec – Tomaszów – Zamość – Lublin – Warszawa
W tamtym czasie w trakcie trwania rajdu obowiązywały zasady punktacji, na podstawie której formowano klasyfikacje kierowców. Punkty dodatnie przyznawano np. za przejechanie wyznaczonej próby w czasie lepszym od założonego limitu, a punkty ujemne za przekroczenie tego limitu, dokonywanie napraw, czy dolewanie wody do chłodnicy (pokrywy silnika były zaplombowane).
W czasie rajdu w samochodzie uczestniczącym w rajdzie wszystkie miejsca siedzące musiał być zajęte, w aucie oprócz kierowcy i mechanika pilota zasiadał jeszcze kontroler, który czuwał nad przestrzeganiem regulaminu i dziennikarz, który przekazywał relację.

## Wyniki końcowe rajdu[2]
| Miejsce | Kierowca                    | Samochód                         | Pkt karne |
| ------- | --------------------------- | -------------------------------- | --------- |
| 1       | Henryk Liefeldt             | Austro-Daimler ADM Sport Torpedo | 0         |
| 1       | Jan Sirouček                | Praga Grand                      | 0         |
| 3       | Władysław Mrajski           | Dodge                            | 5         |
| 3       | Zygmunt Ludwig              | Austro-Daimler                   | 5         |
| 5       | Gustav Jenssens (Janssens?) | Minerva                          | 10        |
| 6       | Józef Grabski               | Fiat                             | 13        |
| 7       | Tadeusz Winnicki            | Austro-Daimler                   | 18        |
| 8       | Adam Kapliński              | Fiat                             | 20        |
| 9       | Bieliński                   | Stoewer                          | 82        |
| 10      | Kuczyński                   | Protos                           | 154       |